# Pleta de Comabella
La Pleta de Comabella és una pleta que alhora serveix de refugi de muntanya. Situada a 2.139 m d'altitud, al municipi de Bagà (Berguedà); prop de Coll de Pal, al vessant nord i en aigües tributàries de la conca del riu Segre; i prop de l'Estació d'esquí de Coll de Pal.
Està situat entre el Puig de Comabella i el Puig d'Alp i s'hi pot accedir per la carretera BV-4024 que va de Bagà a Coll de Pal.
Instal·lació creada a l'any 1967, és una edificació per acollir fins a 3.000 caps de bestiar oví, a més d'un espai pels pastors. Tot i la seva finalitat era facilitat l'activitat pastoril, és una activitat en declivi.